# Роз'їзд 93 Укулісай
Роз'їзд 93 Укулісай (каз. рзд.93 Үкілісай) — станційне селище у складі Аральського району Кизилординської області Казахстану. Входить до складу Бекбауильського сільського округу.
У радянські часи селище називалось Укілісай.
Населення — 287 осіб (2021; 223 у 2009, 172 у 1999).